# Ефіопська православна церква Тевахедо
Ефіо́пська правосла́вна це́рква Те́вахедо (амх. የኢትዮጵያ ኦርቶዶክስ ተዋሕዶ ቤተ ክርስቲያን, Yäityop'ya ortodoks täwahedo bétäkrestyan) — найбільша з орієнтальних православних християнських церков. Ефіопська православна церква Тевахедо, одна з небагатьох доколоніальних християнських церков в Африці на південь від Сахари, налічує близько 36 мільйонів людей, більшість з яких проживають в Ефіопії. Є співзасновницею Світової ради церков. Ефіопська православна церква «Тевахедо» має євхаристійне спілкування з Еритрейською православною церквою Тевахедо, Коптською православною церквою Александрії, Маланкарською православною сирійською церквою, Вірменською апостольською церквою та Сирійською православною церквою, отримавши автокефалію в 1959 році.
Ефіопська православна церква Тевахедо входила до складу Коптської православної церкви Александрії з першої половини IV століття до 1959 року, коли їй було надано автокефалію з власним патріархом святим папою Кирилом VI Александрійським, Папою Коптської православної церкви Александрії. Це одна з найстаріших християнських церков, а Ефіопія — друга країна в історії, слідом за лише Вірменією, яка офіційно проголосила християнство державною релігією (у 333 р.).
Тевахедо (геез ተዋሕዶ) — ґеезьке слово, що означає «об'єднане як одне ціле». Це слово стосується орієнтальної православної віри в єдину цілком єдину природу Христа; тобто повний союз божественної і людської природи в одну природу для того, щоб здійснити божественне спасіння людства, на відміну від віри «двох натур Христа», яку зазвичай дотримуються католики та східні православні та більшість протестантських церков. Орієнтальні православні церкви дотримуються міафізитської христологічної точки зору, якої дотримувався Кирило Александрійський, провідний герой у христологічних суперечках IV і V століть, який виступає за «mia physis tou theou logou sesarkōmenē», або "єдину (mia) природу «Втілене Слово Боже»(μία φύσις τοῦ θεοῦ λόγου σεσαρκωμένη) і іпостасний союз (ἕνωσις καθ 'ὑπόστασιν henōsis kath hypostasin). Відмінність цієї позиції полягала в тому, що втілений Христос має одну природу, але одна природа складається з двох натур, божественної та людської, і зберігає всі характеристики обох після об'єднання.
Міафізитизм стверджує, що в одній особі Ісуса Христа божество і людство поєднані в одній (μία, mia) природі (φύσις — «Physis») без розділення, без плутанини, без змін і без змішування там, де Христос є суміжним з Богом Отцем. Близько 500 єпископів в Александрійському патріархаті, Антіохії та Єрусалимі відмовились прийняти доктрину діофізитизму (двох натур), визначену Халкідонським Собором в 451 році, інцидент, що призвів до другого великого розколу (першим був розкол Церкви Сходу через несторіанство від Великої Церкви) в головному корпусі Державної церкви Римської імперії.

## Назва
Тевахедо (геез ተዋሕዶ täwaḥədo) це ґеезьке слово, що означає «бути єдиним» або «об'єднаним». Це слово стосується віри орієнтальних православних церков в єдину складену єдину природу Христа; тобто віра в те, що повне, природне поєднання божественної і людської природи в одне ціле само собою зрозуміле для того, щоб здійснити божественне спасіння людства. Це на відміну від вірування «двох натур Христа» (незмішаної, але нероздільної божественної та людської натур, що називається іпостасною єдністю), яку дотримуються Католицька церква та Східна православна церква.
Орієнтальні православні церкви відомі як «нехалкІдонські», а іноді сторонніми людьми називаються «монофізитськими» (мається на увазі «Єдина природа», натякаючи на Ісуса Христа). Однак самі ці церкви описують свою христологію як міафізитизм (мається на увазі «єдина природа» стосовно Ісуса, грецького еквівалента «Тевахедо»).

## Історія

### Витоки

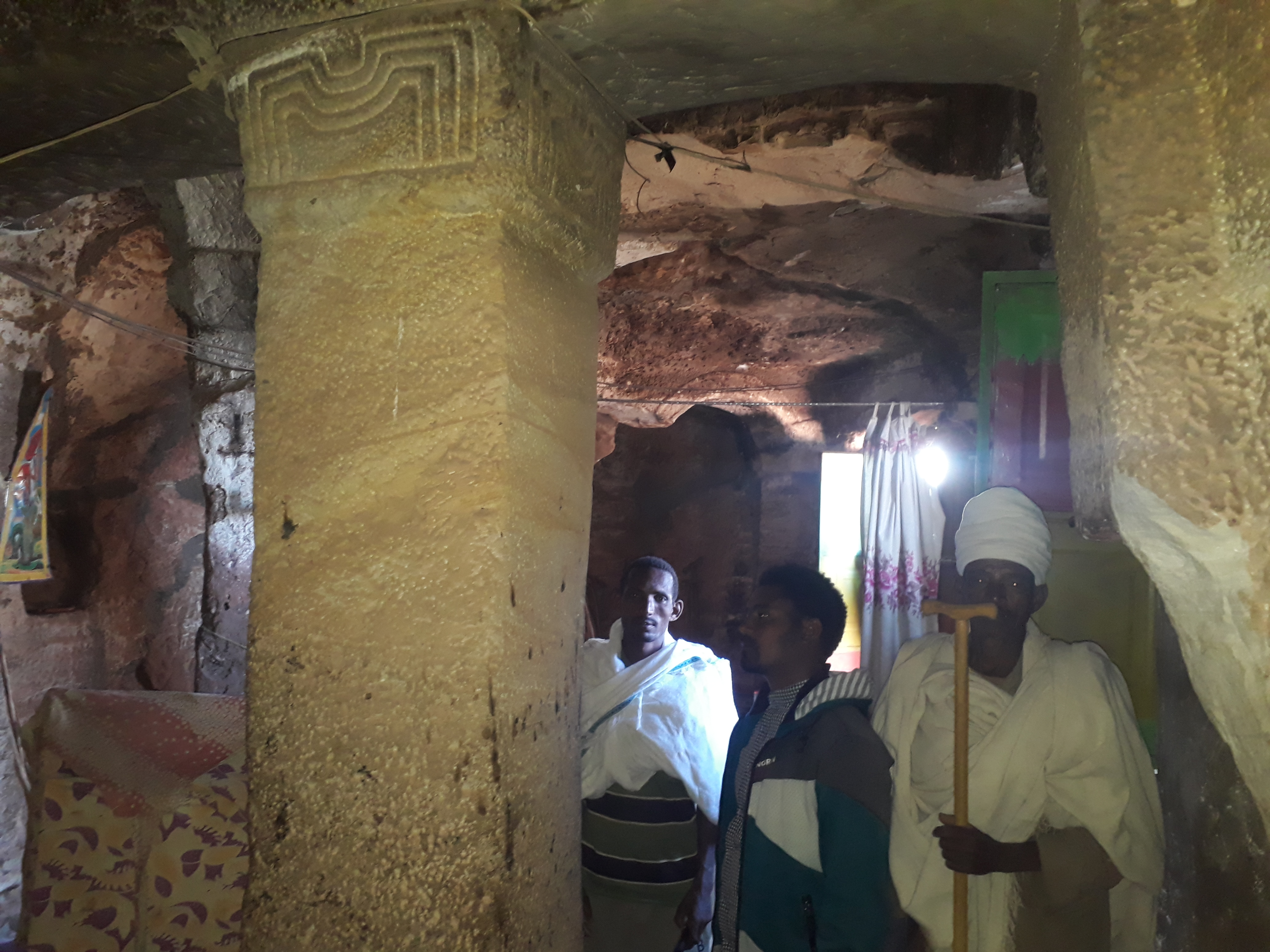
Усередині скельної церкви села Дебре Семаїт

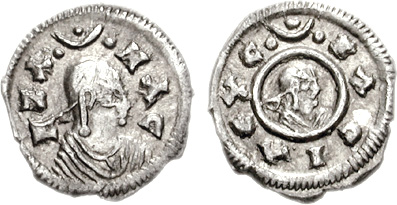
Монета короля Езани, за якого раннє християнство стало заснованою церквою Королівства Аксум

Багато традицій стверджують, що християнські вчення були введені в регіон відразу після П'ятидесятниці. Іван Золотоустий говорить про «ефіопів, які перебувають в Єрусалимі», як про те, що вони можуть зрозуміти проповідь святого Петра в Діях, 2:38. Про можливі місії деяких апостолів у країнах, які зараз називаються Ефіопією, також повідомляється ще в IV столітті. Константинопольський Сократ включає Ефіопію до свого списку як один з регіонів, який проповідував апостол Матвій, де конкретна згадка про «Ефіопію на південь від Каспійського моря» може бути підтверджена в деяких традиціях, таких як Католицька церква, серед інших. Ефіопська церковна традиція розповідає, що Вартоломій супроводжував Матвія у місії, яка тривала щонайменше три місяці. Картини, що зображують ці місії, доступні в церкві Святого Матвія, знайденій у провінції Піза на півночі Італії, зображеній Франческо Тревізаном (1650—1740) та Марко Бенефіалом (1688—1764).

Найдавніша розповідь про ефіопа, наверненого до віри в книгах Нового Завіту, — це царський чиновник, охрещений Пилипом Євангелістом (не апостолом), одним із семи дияконів (Дії, 8: 26–27):
Тоді ангел Господній сказав Пилипу: Почніть і йдіть на південь до дороги, що веде від Єрусалиму до Гази. Тож він вирушив і вирушав у дорогу, коли побачив ефіопця. Цей чоловік був євнухом, вищим чиновником Кандаке королеви Ефіопії, відповідальним за всі її скарби. (Дії, 8: 26–27)
Цей уривок продовжується описом того, як Пилип допоміг ефіопському скарбнику зрозуміти уривок із Книги Ісаї, який читав ефіоп. Після того, як Пилип інтерпретував цей уривок як пророцтво про Ісуса Христа, ефіоп попросив Пилипа охрестити його, і Пилип зробив це. Ефіопська версія цього вірша читає «Hendeke» (ህንደኬ); Королева Герсамот Хендеке VII була королевою Ефіопії з бл. з 42 по 52. Там, де про можливість євангельських місій ефіопським скопцем не можна прямо вивести з Книг Нового Завіту, Іріней Ліонський близько 180 р. пише, що «Симон Бакко» проповідував добру новину на своїй батьківщині, окреслюючи також тему його проповідь як прихід у Божій плоті, який «проповідувався вам усім раніше». Такого ж виду свідчать і письменники III та IV століття, такі як Євсевій Кесарійський та Оріген Александрійський.
Раннє християнство стало заснованою церквою Ефіопського Аксумітського царства за короля Езана в IV столітті, коли священство і таїнства були вперше принесені через сирійського грека на ім'я Фруменцій, відомого місцевим населенням в Ефіопії як «Селама, Кесате Бірхан» («Батько миру, викривач світла»). У юності Фруменцій зазнав корабельної аварії разом зі своїм братом Едесієм на узбережжі Еритреї. Брати були приведені до королівського двору, де вони піднялися на своїх позиціях і охрестили короля Езана. Також вважається, що Фруменцій заснував перший в Ефіопії монастир, названий на його честь Дабба Селама. У 2016 році вчені розкопали базиліку IV століття нашої ери (датована радіовуглецем) на північному сході Ефіопії на місці під назвою Бета-Самати. Це найдавніші відомі речові докази існування церкви в Африці на південь від Сахари.
Езана відправив Фруменція в Александрію, щоб попросити патріарха, святого Атанасія, призначити єпископа в Ефіопії. Атанасій призначив Фрументія, який повернувся до Ефіопії єпископом з ім'ям «Селама». Відтоді, до 1959 року, Папа Александрійський, будучи Патріархом всієї Африки, завжди називав єгиптянина (копта) Абуною або архієпископом Ефіопської церкви.

### Середньовіччя

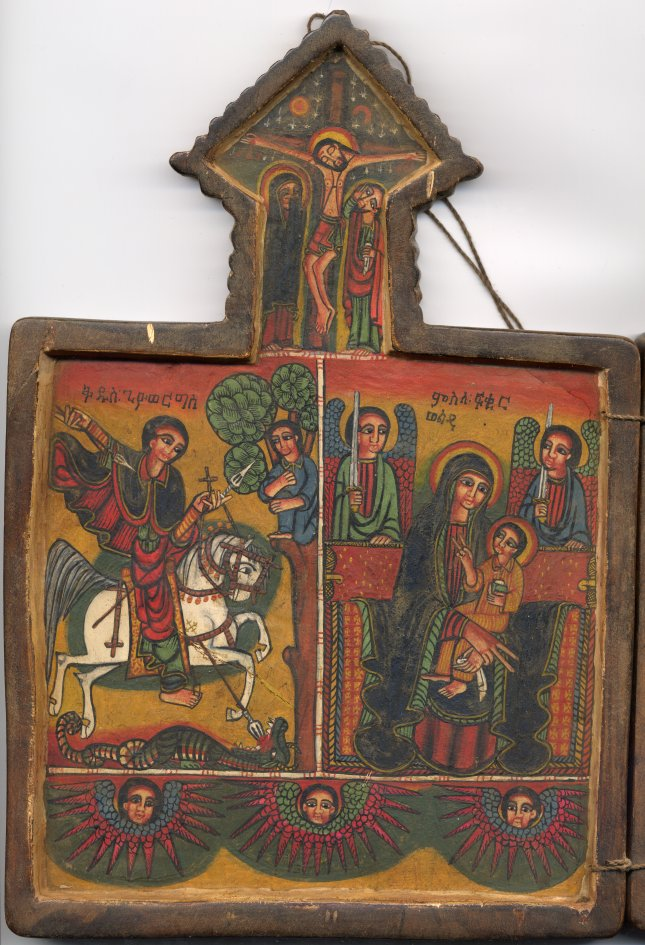
Ефіопська православна ікона із зображенням святого Георгія, Розп'яття та Діви Марії

Союз з Коптською православною церквою Александрії тривав і після завоювання Єгиптом арабських країн. У XII столітті Абу Салех зазначає, що патріарх завжди двічі на рік надсилав листи королям Абіссинії (Ефіопії) та Нубії, поки Аль Хакім не припиняв цю практику. 67-й патріарх Кирило послав Севера єпископом з наказом знищити багатоженство і забезпечити дотримання канонічного посвячення для всіх церков. Ці приклади показують тісні стосунки двох церков протягом Середньовіччя. У 1439 році, за правління Зари Якоб, релігійна дискусія між Гіоргісом та французьким відвідувачем призвела до відправлення посольства з Ефіопії до Ватикану.

### Єзуїти

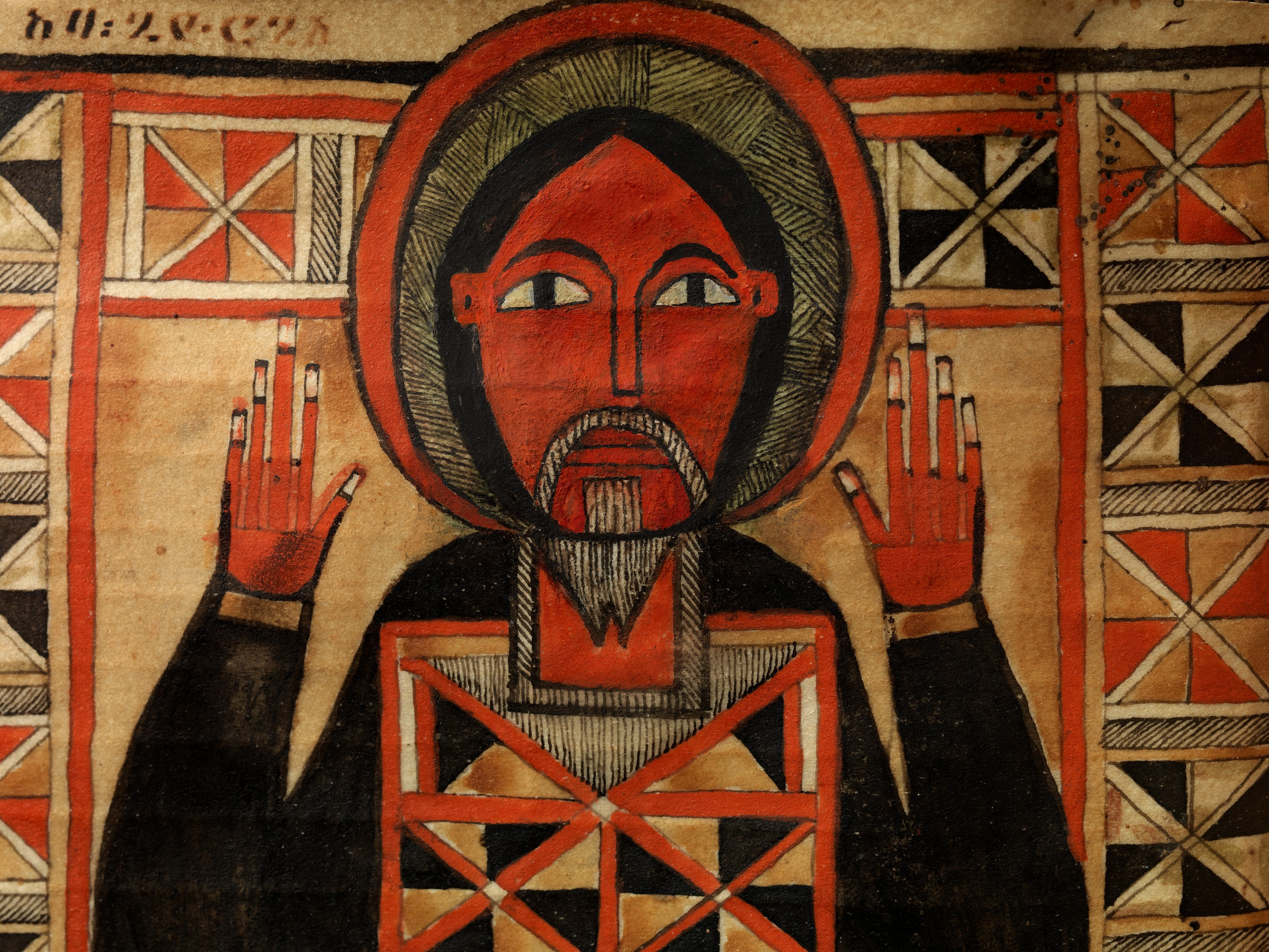
Портрет Гіоргіса наприкінці XVII століття Басельоса

Період впливу єзуїтів, який розірвав зв'язок з Єгиптом, розпочав новий розділ в історії церкви. Ініціатива в католицьких місіях в Ефіопію була висунута не Римом, а Португалією в ході конфлікту з мусульманською Османською імперією та Адальським султанатом за командування торговим шляхом до Індії через Червоне море.
У 1507 році Матвія, або вірменина Матвія, було послано ефіопським посланцем до Португалії з проханням про допомогу проти Адальського султанату. У 1520 р. в Ефіопії висадилося посольство під проводом Дома Родріго де Ліми (до того часу Адаль був ремобілізований під керівництвом Ахмада ібн Ібріхіма аль-Газі). Цікаву розповідь про португальську місію, яка тривала кілька років, написав Франциско Альварес, її капелан.
Пізніше Ігнатій Лойола хотів взяти на себе завдання навернення, але йому заборонили це робити. Натомість папа послав Жуана Нуньєса Баррето на посаду патріарха Східної Індії, а Андре де Ов'єдо — єпископом; а з Гоа посланці вирушили до Ефіопії, а за ним і сам Ов'єдо, щоб забезпечити прихильність короля до Риму. Після багаторазових невдач певний мір успіху був досягнутий за імператора Сусенйоса I, але лише в 1624 році імператор офіційно підкорився папі. Сусенйос зробив католицизм офіційною державною релігією, але його піддані та влада Ефіопської православної церкви зустріли значний опір, і врешті-решт у 1632 році йому довелося зректися престолу на користь свого сина Фасіліда, який негайно відновив ефіопське православне християнство як державну релігію. Потім він у 1633 р. вигнав єзуїтів, а в 1665 р. Фазіліди наказав спалити всі книги єзуїтів (Книги франків).

### Вплив Реформації

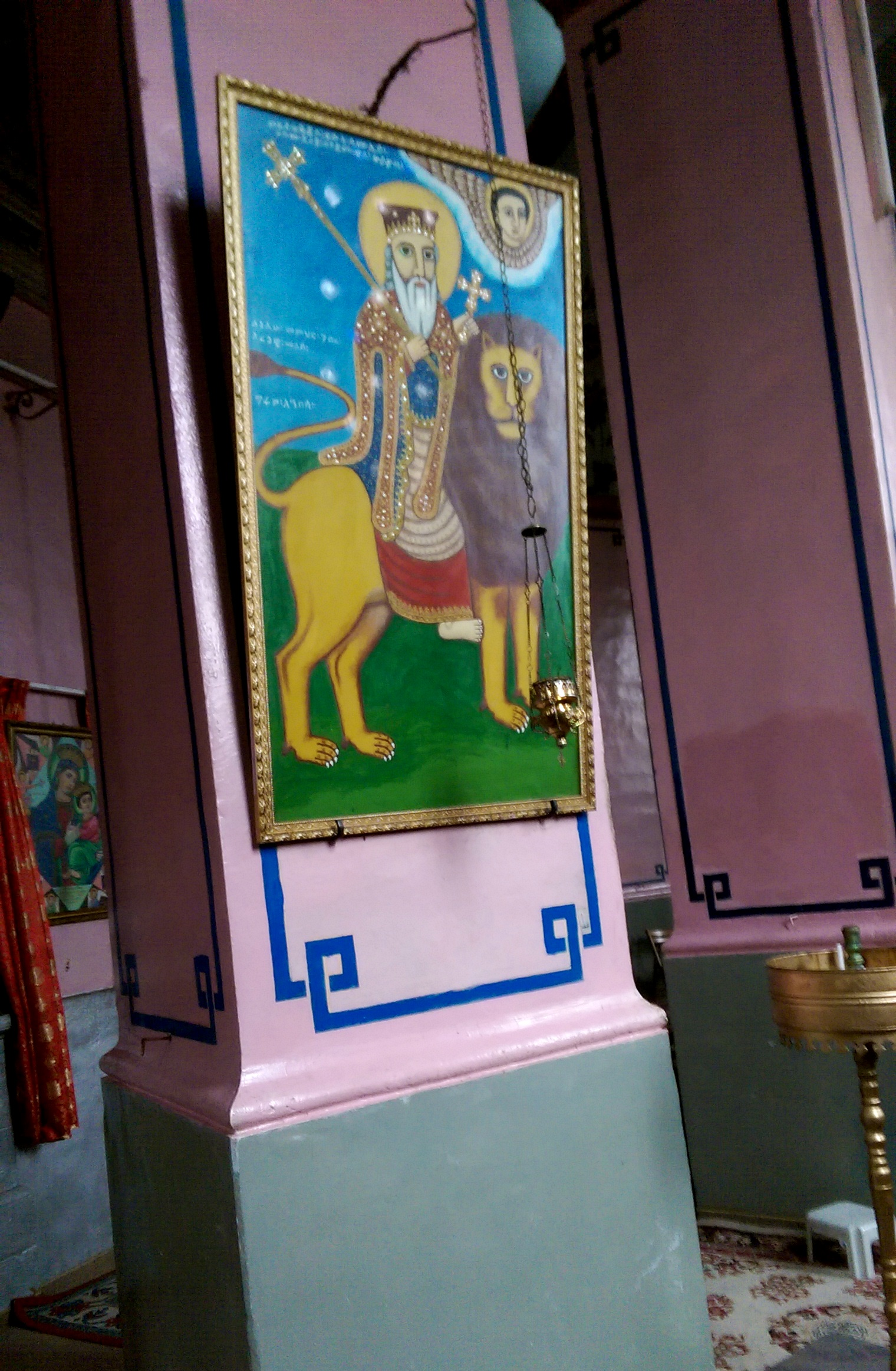
Ікона Самуїла з Вальдебби, ефіопського ченця XV століття та подвижника Ефіопської православної церкви.

Девід Деніелс припускає, що Ефіопська церква мала більший вплив на Реформацію, ніж визнає більшість вчених. Що стосується Мартіна Лютера, який очолив Реформацію, Даніельс говорить, що «Ефіопська церква надала законність новоутвореному протестантському баченню Лютера про церкву поза владою католицького папства», оскільки вона була «старовинною церквою, що має прямі зв'язки з апостолами». За словами Даніельса, Мартін Лютер бачив, що Ефіопська православна церква сповідувала елементи віри, включаючи «спілкування в обох видах, народні Писання та одружене духовенство», і ця практика стала звичною в лютеранських церквах.
У 1534 р. клірик Ефіопської православної церкви Михаїл Диякон зустрівся з Мартіном Лютером і підтвердив Аугсбурзьку конфесію як «добру віру». Крім того, Мартін Лютер заявив, що лютеранська Імша погоджується з тією, яку використовувала Ефіопська православна церква. Як результат, лютеранські церкви поширили зв'язок з Ефіопською православною церквою.

### Новітня історія

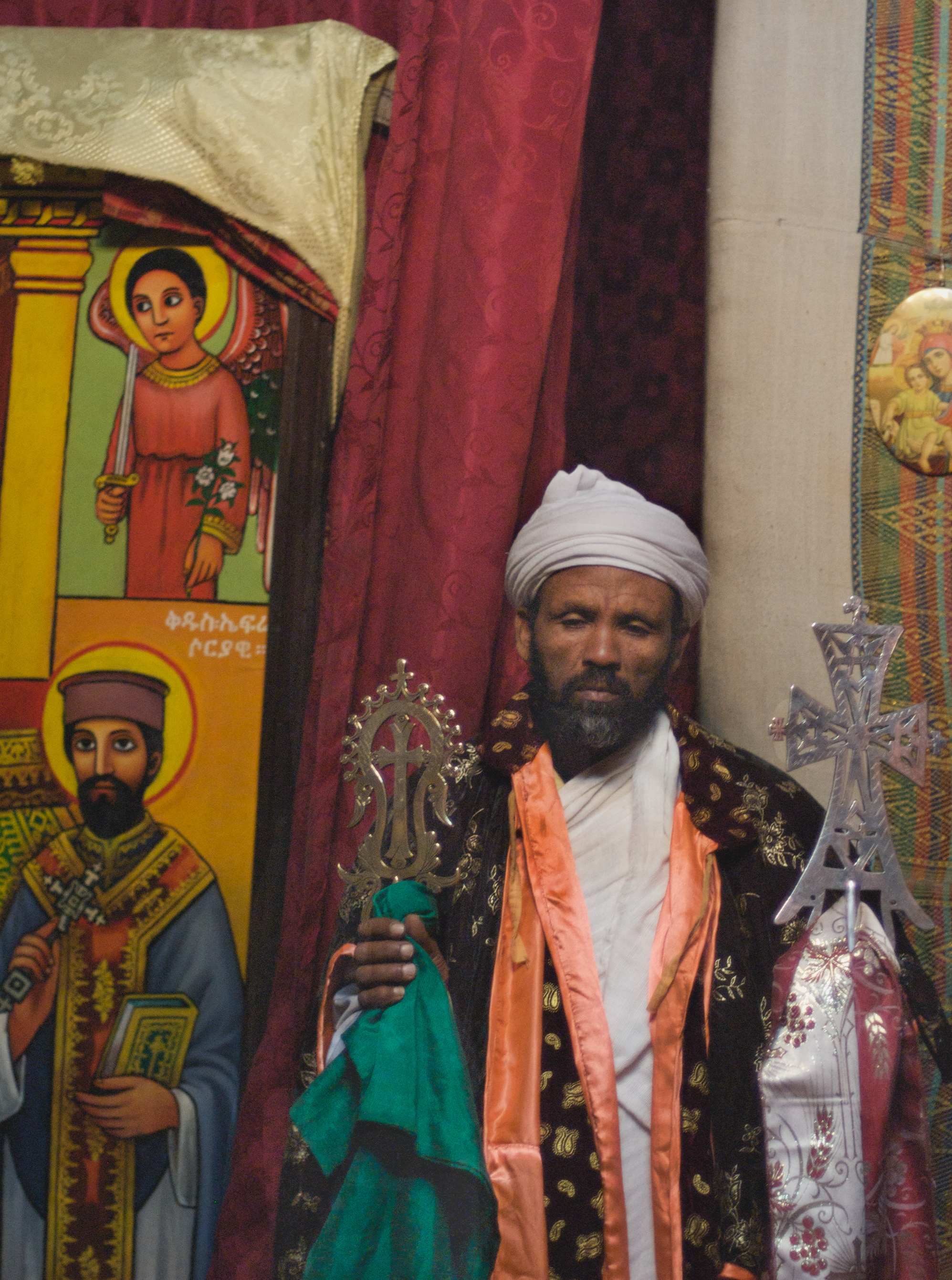
Ефіопський православний священик демонструє хрести.

У сучасніші часи Ефіопська церква пережила низку подій. ХІХ століття стало свідком публікації амхарського перекладу Біблії. Багато в чому робота Абу Румі протягом десяти років у Каїрі, ця версія, з деякими змінами, трималася до тих пір, поки імператор Хайле Селассі не замовив новий переклад, який з'явився в 1960/1. Хайле Селассі також зіграв помітну роль у подальших реформах церкви, які включали заохочення розповсюдження перекладу Абу Румі по всій Ефіопії, а також сприяння вдосконаленій освіті духовенства, значним кроком у зусиллях імператора було заснування Богословської Колегіум церкви Святої Трійці в грудні 1944 р. Третій розвиток відбувся після відновлення Хайле Селассі в Ефіопії, коли він 30 листопада указом № 2 від 1942 р. видав новий закон про реформування церкви. Основними цілями цього указу було навести порядок у фінансах церкви, створити центральний фонд для її діяльности та встановити вимоги щодо призначення священнослужителів, які до того часу були досить слабкими.
Коптська та Ефіопська церкви досягли згоди 13 липня 1948 року, яка призвела до автокефалії Ефіопської церкви. П'ять єпископів були негайно освячені коптським Папою Александрійським та Патріархом всієї Африки, уповноваженим обирати нового патріарха для своєї церкви, а наступник Кереллоса IV мав би право посвячувати нових єпископів. Ця акція була завершена, коли коптський православний папа Йосип II освятив архієпископа, народженого в Ефіопії, Абуну Базіліоса, 14 січня 1951 р. Потім у 1959 р. Папа Кирило VI Александрійський інтронізував Басиліоса першим патріархом Ефіопії.
Базіліос помер у 1971 році, а того року його змінив Тевофілос. З падінням імператора Хайле Селассіе в 1974 році Ефіопська православна церква Тевахедо стала державною церквою. Новий марксистський уряд розпочав націоналізацію власности (включаючи землю), що належить церкві. Тевофілос був заарештований у 1976 році марксистською військовою хунтою Дерг і таємно страчений у 1979 році. Уряд наказав церкві обрати нового патріарха, а Такла Хейманот потрапив на престол. Коптська православна церква відмовилася визнати обрання і інтронізацію Текле Хайманот на тій підставі, що Синод Ефіопської церкви не усунув Тевофілоса і що уряд не публічно визнав його смерть, і, таким чином, він все ще залишається законним патріархом Ефіопії. Формальні відносини між двома церквами були припинені, хоча вони залишались у спілкуванні між собою. Офіційні відносини між двома церквами відновились 13 липня 2007 року.

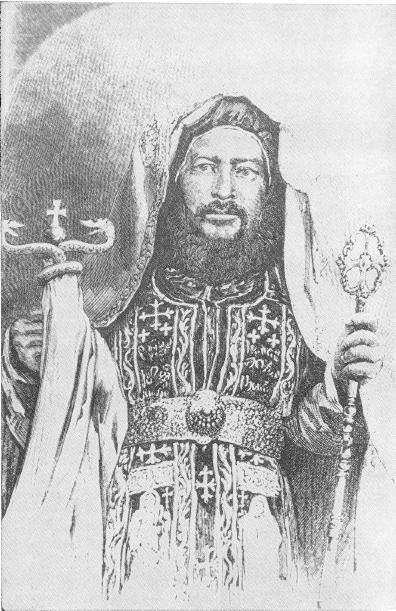
Гравюра Абуни Салами III, глави ефіопської православної церкви Тевахедо (1841—1867)

Текле Хейманот виявився набагато менш пристосованим до режиму Дерга, ніж він очікував, і тому, коли патріарх помер у 1988 році, шукали нового патріарха, який мав тісніші зв'язки з режимом. Архієпископ Гондар, член ефіопського парламенту епохи Дерг, був обраний та поставлений на престол як Абуна Меркоріос. Після падіння режиму Дерга в 1991 році та приходу до влади уряду EPRDF Меркоріос зрікся престолу під тиском громадськості та уряду. Потім церква обрала нового патріарха Паулоса, якого визнав коптський православний папа Александрійський. Потім колишній Меркоріос втік за кордон і оголосив із заслання, що його зречення було здійснено під примусом, і таким чином він все ще є законним патріархом Ефіопії. Кілька єпископів також вирушили у вигнання та створили розривний альтернативний синод. Цей висланий синод включав деякі ефіопські церкви в Північній Америці та Європі, які визнали Меркоріос, тоді як синод всередині Ефіопії продовжував підтримувати легітимність Паулоса.
Після проголошення незалежности Еритреї в 1993 р. Коптська православна церква Александрії в 1994 р. призначила архієпископа Еритрейської православної церкви Тевахедо, яка, в свою чергу, отримала автокефалію в 1998 р. з неохочим схваленням її материнського синоду. Того ж року було висвячено першого еритрейського патріарха.
Станом на 2005 рік є багато ефіопських православних церков, розташованих по всій території Сполучених Штатів та інших країн, куди емігрували ефіопи (Архієпископ Єсехак 1997). Церква має близько 36 мільйонів вірних в Ефіопії, що становить 43,5 % населення країни.
Паулос помер 16 серпня 2012 року, а через чотири дні — прем'єр-міністр Мелес Зенаві. 28 лютого 2013 року колегія виборців зібралася в Аддис-Абебі і обрала Матіаса 6-м патріархом Ефіопської православної церкви.
25 липня 2018 року представники Патріархату в Аддіс-Абебі, Ефіопія, та представники Сполучених Штатів оголосили про возз'єднання у Вашингтоні, округ Колумбія, за сприяння прем'єр-міністра Ефіопії Абія Ахмеда. Оголосивши про закінчення 26-річного розколу, Церква оголосила, що визнає двох Патріархів — Меркоріоса, Четвертого Патріарха Ефіопії та Матія I, Шостого Патріарха та Католікосу Ефіопії, архієпископа Аксума та Ічеге Престолу Святого Таклехаймана.

## Традиції

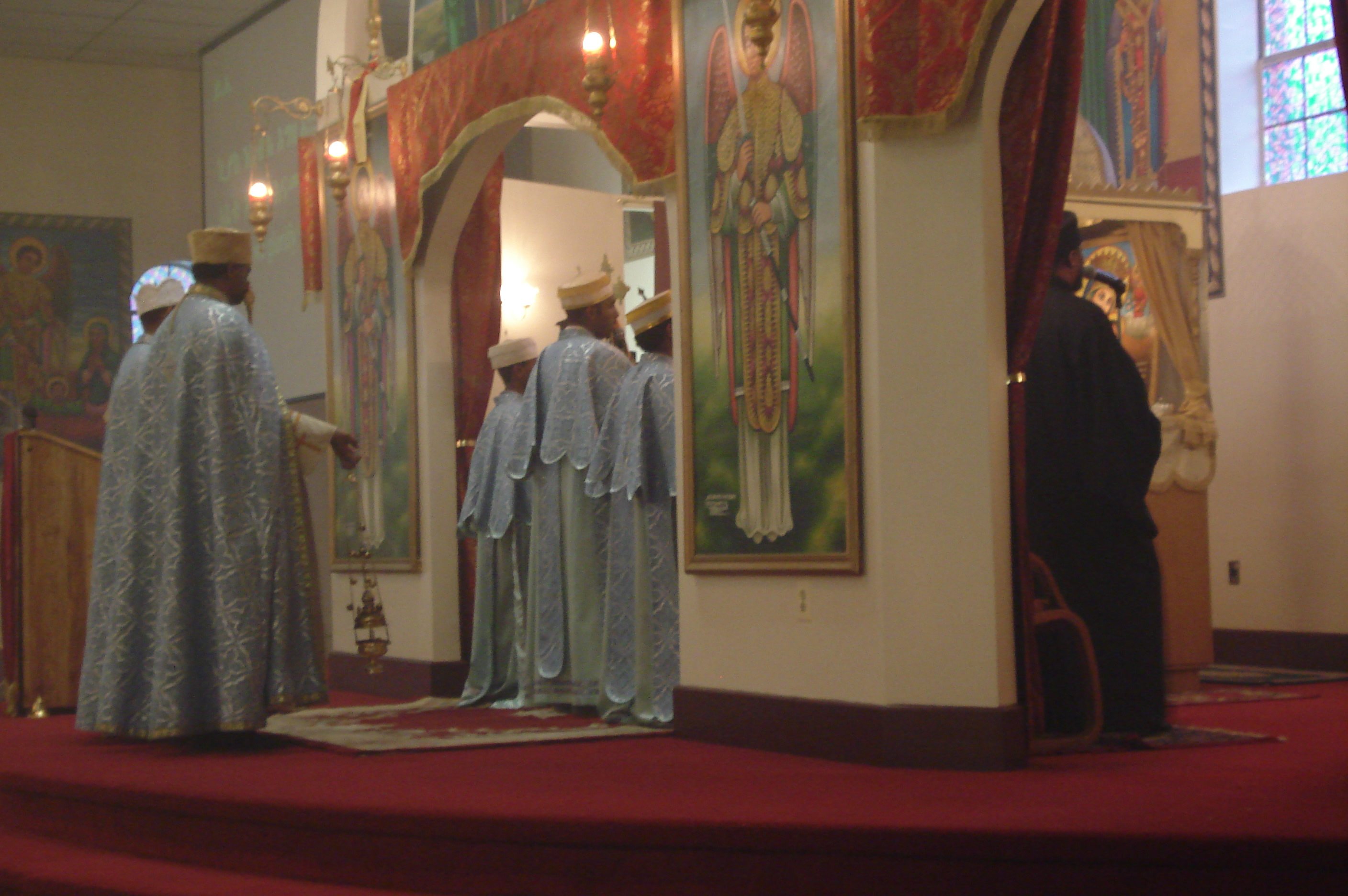
Священики та дяки, які проводять церковну службу в ефіопській православній церкві Святого Михаїла Тевахедо, Вашингтон, округ Колумбія, США.

Віра і практика православних ефіопських християн включають елементи християнства міафізитів, яке воно розвивалося в Ефіопії протягом століть. Християнські вірування включають віру в Бога (на ґеезькій / амхарській, ′ Egziabeher, букв. «Володар Всесвіту»), шанування Діви Марії, ангелів та святих, крім інших. Відповідно до самої Ефіопської православної церкви, в релігії немає інших нехристиянських елементів, крім тих, що містяться у Старому Завіті, або Хігге Оріт (ሕገ ኦሪት), до яких додаються елементи Нового Завіту, або Хігге Вонгіель (ሕገ ወንጌል). Ієрархія Кідусана (ангельські посланці та святі) передає молитви вірних Богові і виконує божественну волю, тому, коли ефіопський християнин зазнає труднощів, він або вона звертається до них, а також до Бога. У більш офіційних та регулярних ритуалах священики спілкуються від імені громади, і лише священики можуть входити у внутрішнє святилище звичайно круглої або восьмикутної церкви, де знаходиться табо («ковчег»), присвячений святому покровителю церкви. У важливі релігійні свята табо несуть на голові священика і проводжають процесією біля церкви. Освячується не та церква, а табот. На багатьох богослужіннях більшість членів парафії залишаються на зовнішньому рингу, де дебері співають гімни та танцюють.

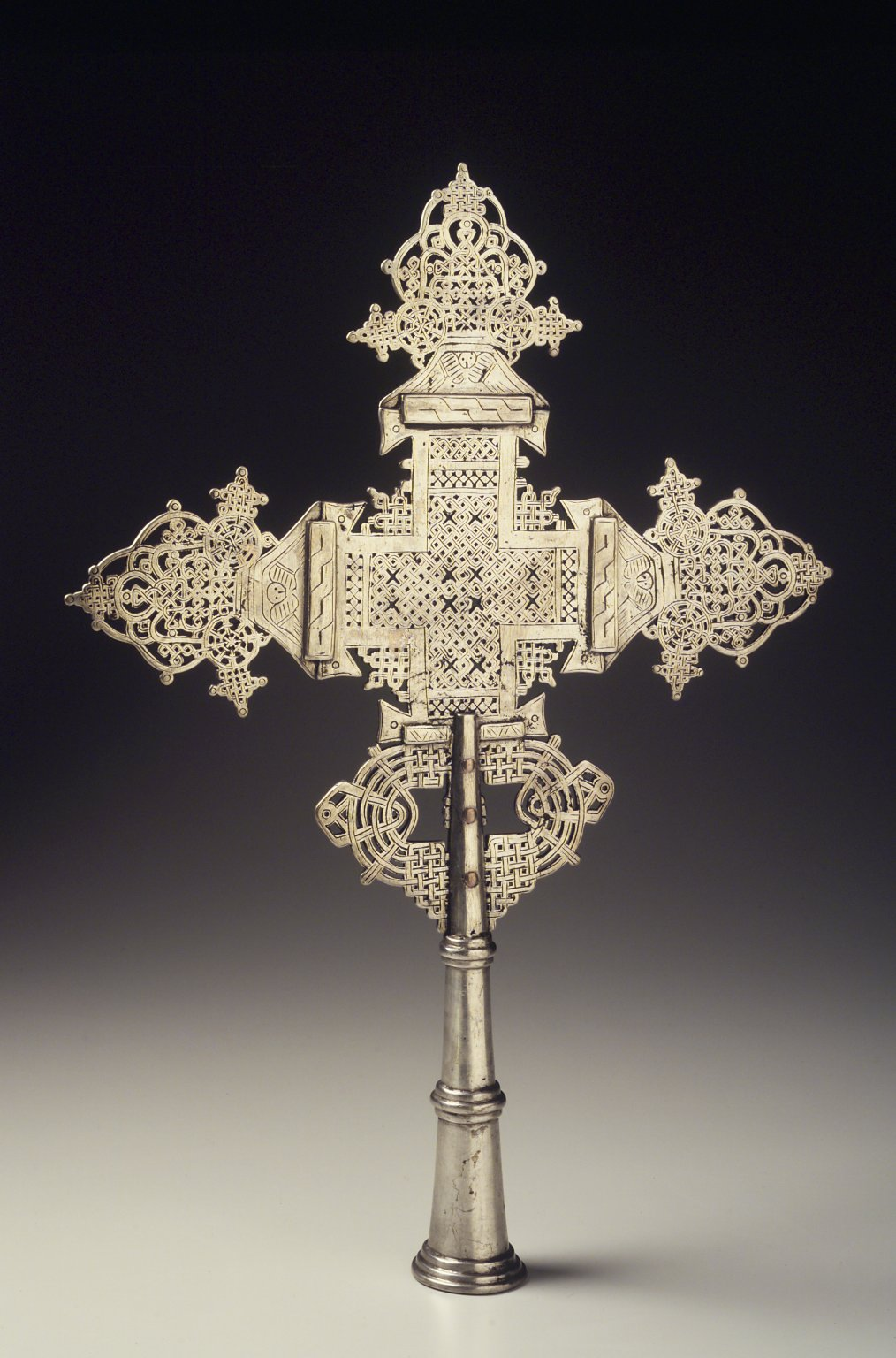
Хрести, що проносилися на довгих жердинах в ефіопських православних процесіях

Євхаристія дається лише тим, хто почувається чистим, регулярно поститься і, як правило, правильно себе проводить. На практиці спілкування в основному обмежується маленькими дітьми та людьми похилого віку; ті, хто перебувають у сексуально активному віці або мають сексуальні бажання, як правило, не приймають Євхаристії. Для цього прихильники, які приймають причастя, можуть увійти в середнє кільце церкви.
Ефіопські православні вірні суворі тринітарії, підтримуючи православне вчення про те, що Бог єднається в трьох особах: Батьку, Сину і Святому Духу. Ця концепція відома як səllasé, ґеезькою — «Трійця».

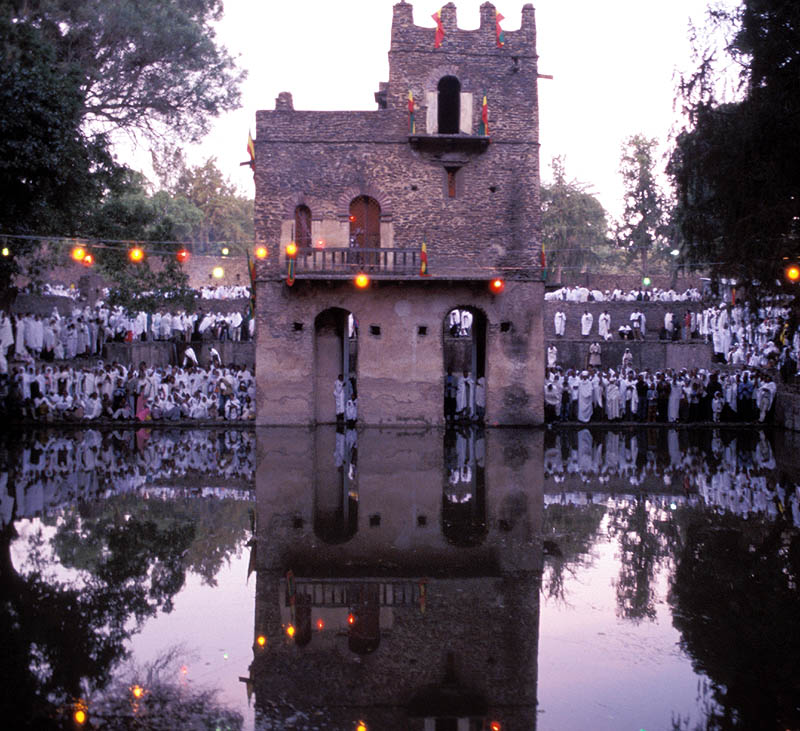
Ефіопська православна церемонія біля ванни Фазілідів у Гондарі, Ефіопія, святкування Тімкату (Богоявлення).

Щоденні служби складають лише незначну частину релігійних обрядів ефіопських православних християн. Кілька святих днів вимагають тривалих богослужінь, співів, танців та бенкету. Однак важливою релігійною вимогою є дотримання днів посту, протягом яких прихильники утримуються від споживання м'яса та продуктів тваринного походження та утримуються від сексуальних дій. Усі побожні вірні повинні дотримуватися повного розкладу постів, що включає щонайменше 250 днів на рік, крім інших форм посту, що залишаються виключно за індивідуальним рішенням вірних.
1. Пост на Худаді або Абіє Цоме (Великий піст), за 55 днів до Великодня (Фасіка). Цей піст поділяється на три окремі періоди: Цоме Гіркал, вісім днів вшанування пам'яті ранньохристиянської фігури; Цоме Арба, сорок днів Великого посту; і Цоме Хімамат, сім днів, присвячених Страсному тижню.
2. Пост апостолів, 10–40 днів, який апостоли дотримувались після того, як отримали Святого Духа. Починається після П'ятидесятниці.
3. Швидкий Цоме Дінет, який проводиться по середах на згадку про змову, організовану Кайяфою та членами будинку первосвященика з метою вбивства Ісуса Христа, і в п'ятницю на згадку про Розп'яття Ісуса Христа (починається в середу після П'ятидесятниці і охоплює до Великодня, іншими словами всі середи та п'ятниці, крім 50 днів після Великодня).
4. Успенський піст, 16 днів.
5. Піст, що передує Різдву, 40 днів (Адвент). Він починається з Сібкета 15-го Хедара і закінчується напередодні Різдва святом Гени, 29-го Тахсаса і 28-го, якщо року передує високосний рік.
6. Ніневійський піст, на згадку про проповідь Іони. Це настає у понеділок, вівторок та середу третього тижня перед Великим постом.
7. Гахад Тімкату (Богоявлення), піст напередодні Водохреща.

### Екзорцизм
Священики втручаються і здійснюють екзорцизм від імені тих, кого вважають ураженим демонами чи будами. Згідно з дослідженням дослідницького центру Pew 2010 року, 74 % християн в Ефіопії повідомляють про те, що переживали чи були свідками екзорцизму. Одержимі демонами особи приводяться до церкви або молитовних зборів. Часто, коли хвора людина не реагує на сучасне лікування, напасть приписується демонам. Незвичні або особливо збочені вчинки, особливо коли вони виконуються публічно, є симптомами демонії. У постраждалих спостерігається надлюдська сила — така, як розривання зв'язків, як це описано в розповідях Нового Завіту — разом із глосолалією. У сучасному тематичному дослідженні Амсалу Гелета розповідає про елементи, загальні для ефіопських християнських вигнань:
Це включає спів пісень прославлення та перемоги, читання Святого Письма, молитву та протистояння духу в ім'я Ісуса. Діалог із духом — ще одна важлива частина церемонії вигнання. Це допомагає пораднику (екзорцисту) знати, як дух діяв у житті демона. Ознаки та події, згадані духом, підтверджуються жертвою після звільнення.
Вигнання не завжди вдається, і Гелета зазначає ще один випадок, коли звичайні методи були невдалими, і демони, очевидно, залишили цю тему пізніше. У будь-якому випадку, «у всіх випадках духу наказується не інакше, як ім'я Ісуса».

### Біблійний канон
Канон Православної церкви «Тевехедо» містить 81 книгу. Цей канон містить книги, прийняті іншими православними християнами.
- До більш вузького канону належать також Енох, Ювілеї та I II III Мекабян. (Вони не пов'язані з грецькими I, II, III Маккавеями, з якими їх часто плутають.) Канонічний Енох відрізняється від видань рукописів Гееса в Британському музеї та інших місцях (AQ), що використовуються іноземними вченими (OTP), наприклад, у лікуванні Нефілімів з Буття 6. Поточна версія з 81 книги, опублікована в 1986 році, містить той самий текст, що раніше публікувався у Біблійній версії Хайле Селассі, лише з деякими незначними змінами переклад Нового Завіту.
- Деякі джерела говорять про «Ширший канон», який ніколи не публікувався як окрема збірка, але, як кажуть [ким?], Включає весь вужчий канон, а також додаткові книги Нового Завіту, які, як стверджується, використовувались ранньою церквою: дві Книги Завіту, чотири Книги Синодоса, Послання Петра до Климента — також відоме як «Ефіопський Климент» — та Ефіопська Дідаскалія. Можливо, не всі вони схожі на твори з подібними назвами, відомими на Заході. Ефіопська версія з восьми частин історії єврейського народу, написана Джозефом бен Горіоном, відома як «Псевдо-Йосип Флавій», вважається частиною більш широкого канону, хоча це буде вважатися твором Старого Завіту.

### Мова

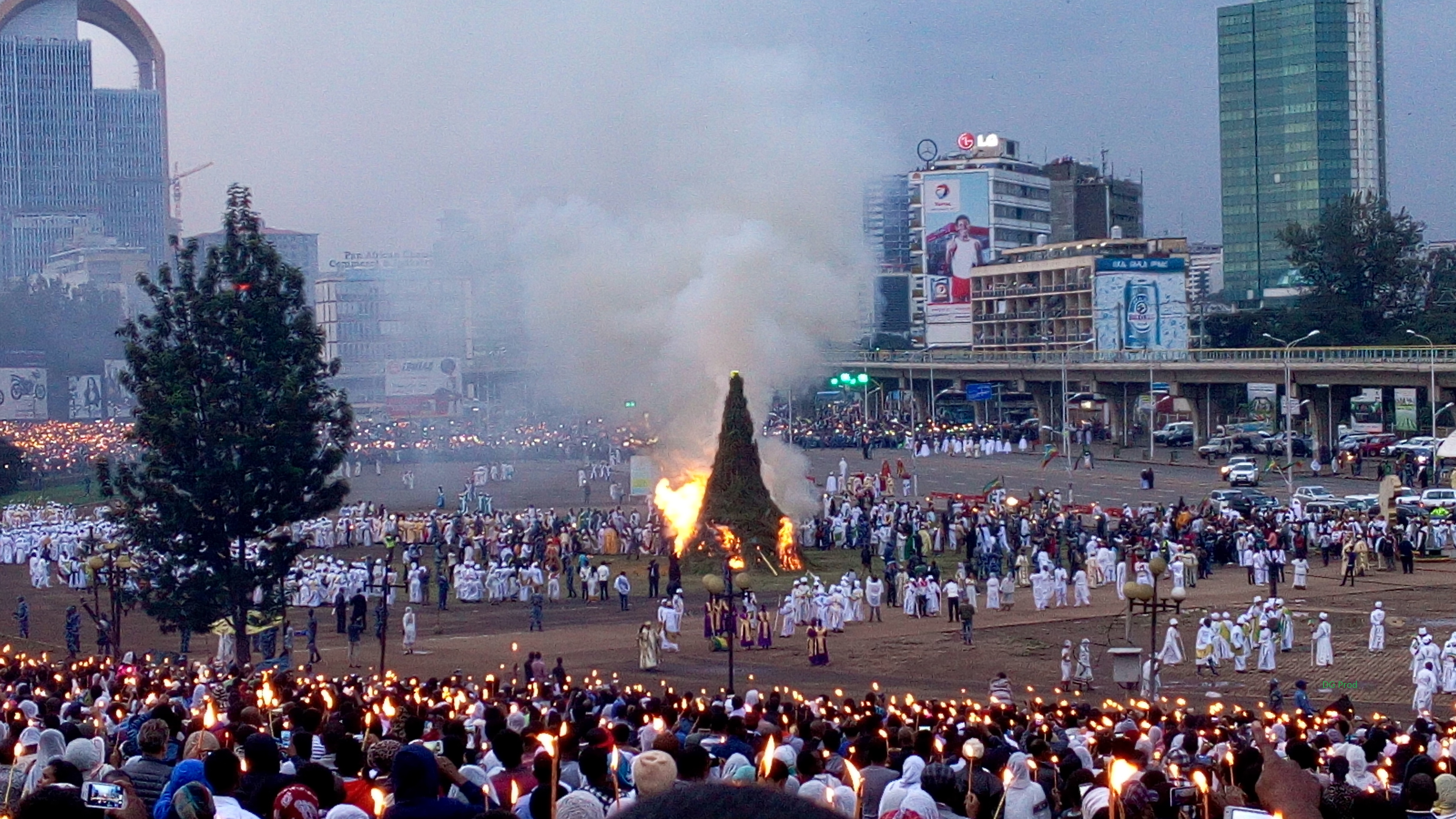
Ефіопське православне святкування Мескеля (ґеез — «хрест»)

Богослужіння ефіопської церкви святкуються мовою геез. Це є богослужбовою мовою церкви принаймні з моменту прибуття Дев'яти святих (Пантелевон, Геріма (Ісаак, або Єшак), Афце, Губа, Алеф, Ємата, Ліканос і Сехма), які втекли від переслідування Візантійський імператор після Халкідонського собору (451). Грецька Септуагінта була версією Старого Завіту, спочатку перекладеною на Геез, але пізніші перегляди показують чіткі докази використання єврейських, сирійських та арабських джерел. Перший переклад на сучасну народну мову був зроблений у 19 столітті людиною, яку зазвичай називають Абу Румі. Пізніше Хайле Селассі спонсорував амхарські переклади Священних Писань Гееса під час його правління, один до Другої світової війни і один після неї. Сьогодні проповіді зазвичай проводяться місцевою мовою.

### Архітектура

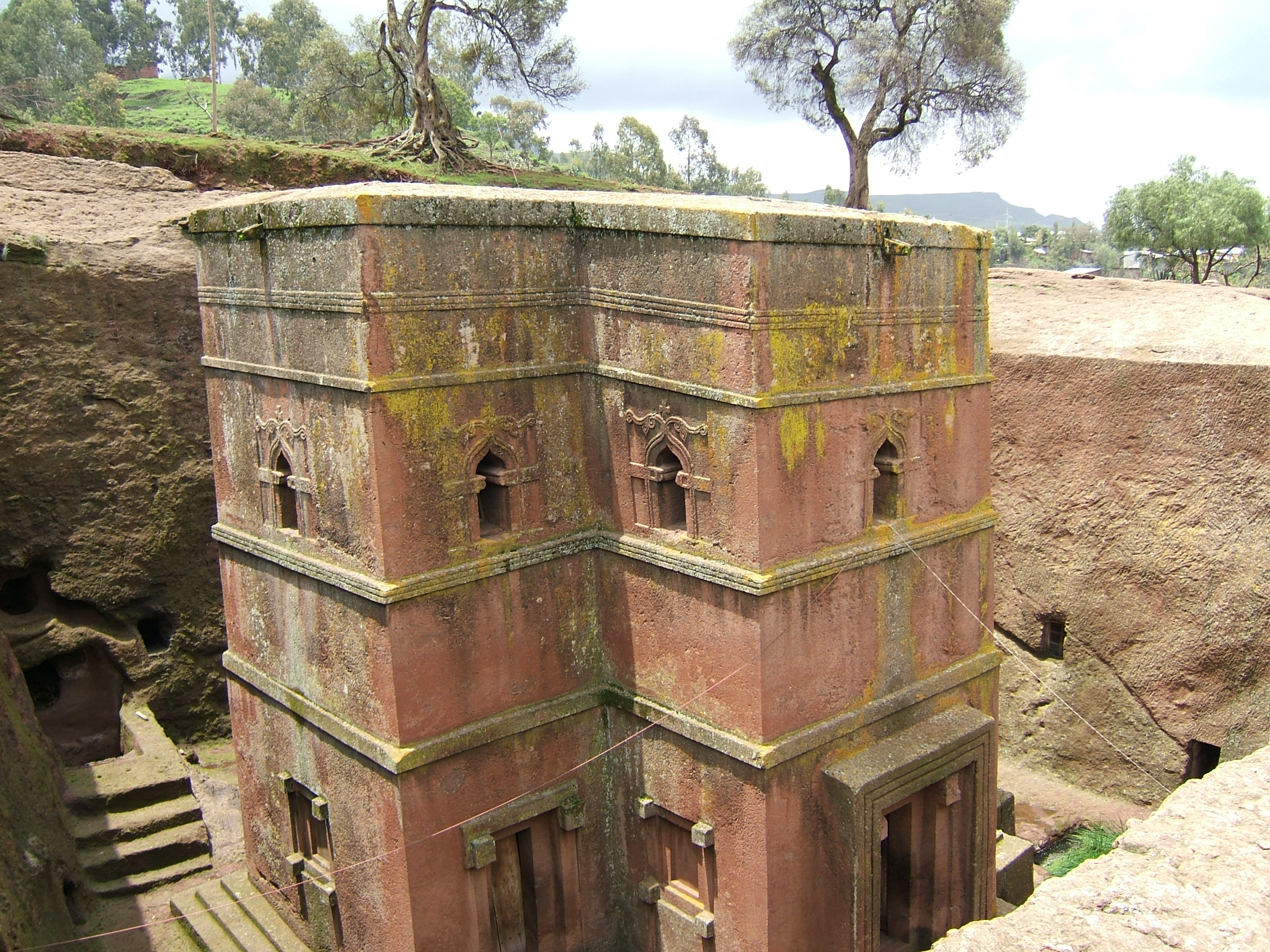
Церква Святого Георгія, монолітна церква в Лалибелі

В Ефіопії є багато монолітних (обтесаних) церков, найвідоміше одинадцять церков в Лалібелі. Крім них, зустрічаються два основних типи архітектури — один базиліканський, інший рідний. Церква Богоматері Марії Сіонської в Аксумі є прикладом дизайну базиліки, хоча ранні базиліки майже всі зруйновані. Ці приклади показують вплив архітекторів, які в 6 столітті побудували базиліки в Санаї та в інших місцях Аравійського півострова. Існує дві форми корінних церков: одна довгаста, традиційно зустрічається в Тігреї; інший циркуляр, який традиційно зустрічається в Амхарі та Шеві (хоча будь-який стиль можна зустріти деінде). В обох формах святиня має квадратну форму і виглядає чітко в центрі, а розташування базується на єврейській традиції. Стіни та стелі прикрашені фресками. Внутрішній двір, круглий чи прямокутний, оточує тіло церкви. Сучасні ефіопські церкви можуть поєднувати василіканський або корінний стилі та використовувати сучасні будівельні техніки та матеріали. У сільській місцевості церква та зовнішній двір часто солом'яні, з мурованими мурами. Церковні будівлі, як правило, оточені лісистими ділянками, виконуючи роль резервуару біорізноманіття в інших, не заліщених частинах країни.

### Ковчег завіту

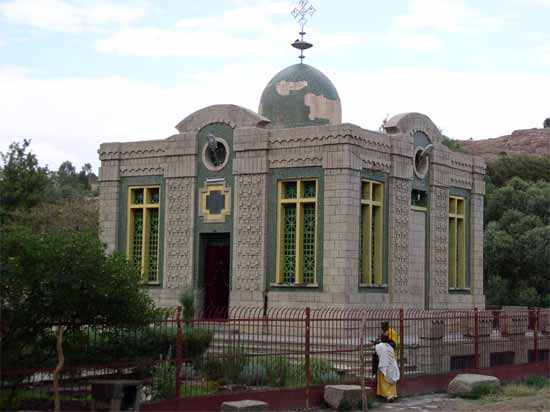
Кажуть, що в каплиці Скрижалів при церкві Богоматері Марії Сіонської зберігається оригінальний Ковчег Завіту.

Ефіопська церква стверджує, що одна з її церков, Богоматір Марія Сіонська, є місцем зберігання оригінального Ковчега Завіту, який Мойсей носив із ізраїльтянами під час Виходу. До будівлі, де знаходиться Ковчег, допускається лише один священик, нібито через біблійні попередження про небезпеку. Як наслідок, міжнародні вчені сумніваються, що оригінальний Ковчег справді є, хоча кілька авторів, зокрема Грехем Хенкок, висунули справу у своїй книзі «Знак і печатка».
По всій Ефіопії православні церкви не вважаються церквами, поки місцевий єпископ не дасть їм табо, копію табличок в оригіналі Ковчега Завіту. Табо має принаймні шість дюймів (15 см) квадрата, і воно виготовляється або з алебастру, мармуру або дерева (див. Акацію). Він завжди зберігається в багатоприкрашених покриттях на вівтарі. Доторкатися до табо дозволяється лише священикам. У складній процесії табо розносять по зовнішній стороні церкви під радісну пісню у день свята тезки цієї церкви. На велике свято Тімкет, відоме в Європі як Богоявлення або Богоявлення, група церков відправляє своїх таботів, щоб відсвяткувати цю подію в загальному місці, де можна знайти басейн з водою або річку.

### Подібність до юдаїзму та ісламу

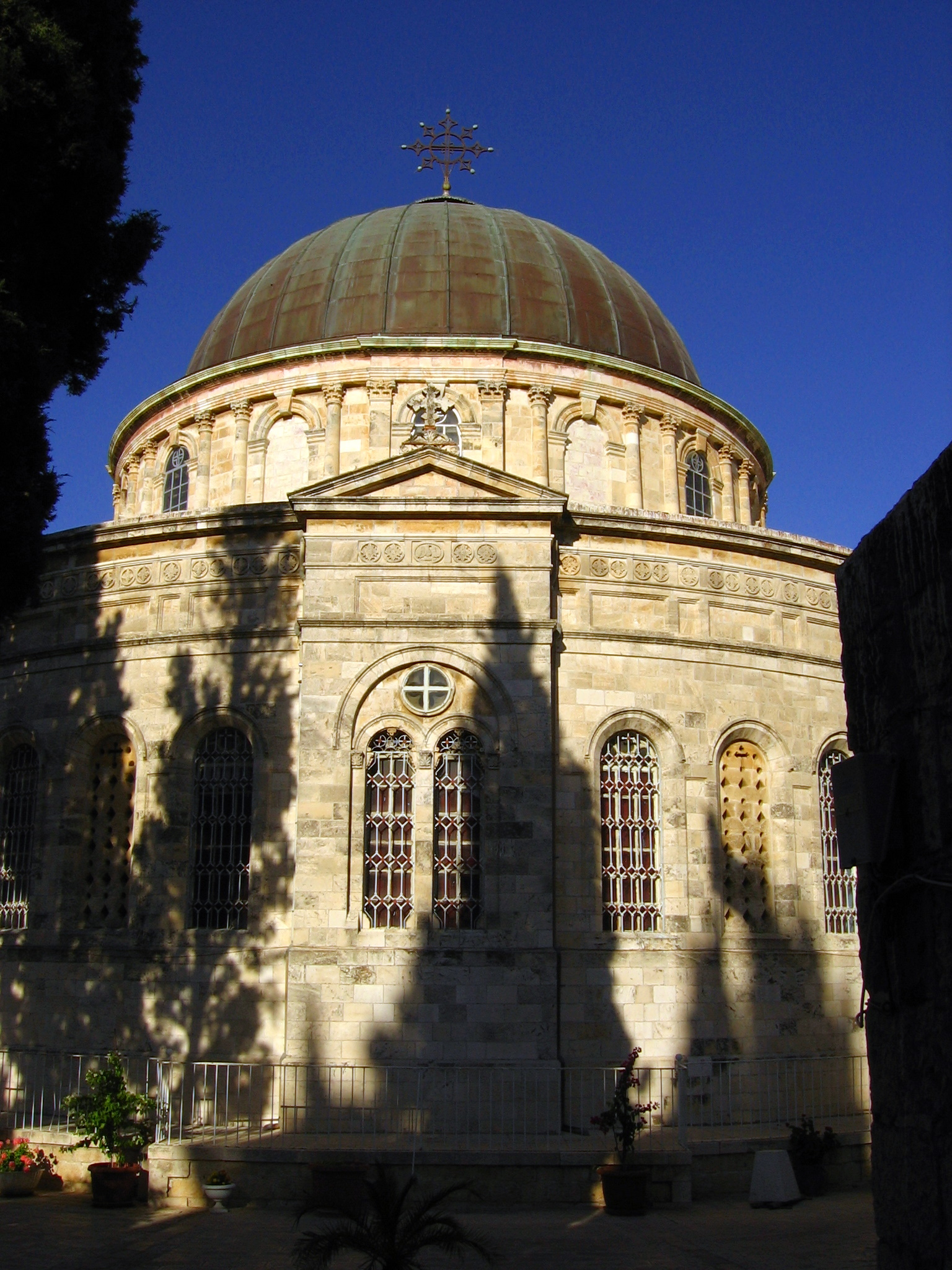
Kidane_Mehret_Church,_Jerusalem

Орієнтальна ефіопська церква робить більший наголос на вченнях Старого Завіту, ніж у східних православних, католицьких чи протестантських церквах, і її послідовники дотримуються певної практики, яку можна зустріти в православному чи консервативному іудаїзмі. Ефіопські християни, як і деякі інші східні християни, традиційно дотримуються дієтичних правил, схожих на єврейські Кашрути, зокрема щодо забою тварин. Так само свинина заборонена, хоча, на відміну від рабинського Кашута, ефіопська кухня змішує молочні продукти з м'ясом, що, в свою чергу, робить її ще ближчою до караїмських та ісламських дієтичних законів (див. Халяль). Жінкам заборонено входити в церковний храм під час менструацій; від них також очікують, що вони покривають волосся великим шарфом (або шашем), перебуваючи в церкві, як описано в 1 Коринтянам, глава 11. Як і в православних синагогах, чоловіки та жінки сидять окремо в ефіопській церкві, а чоловіки — ліворуч і жінки праворуч (коли стоять обличчям до вівтаря). (Жінки, що покривають голови та розділяють статі в церквах, офіційно є спільним для деяких інших християнських традицій; це також правило в деяких нехристиянських релігіях, серед них іслам та православний юдаїзм). Ефіопські православні поклонники знімають взуття, заходячи до церковного храму, відповідно до Виходу 3: 5 (в якому Мойсею, переглядаючи палаючий кущ, було наказано зняти взуття, стоячи на святій землі). Більше того, ефіопська православна церква Тевехедо підтримує суботництво, дотримуючись суботи сьомого дня (субота), на додаток до Господнього дня (неділя), хоча більший акцент, завдяки Воскресінню Христовому, робиться в неділю. Ефіопська православна церква закликає до обрізання чоловіків із майже загальним поширенням серед православних чоловіків в Ефіопії.

### Дебтера

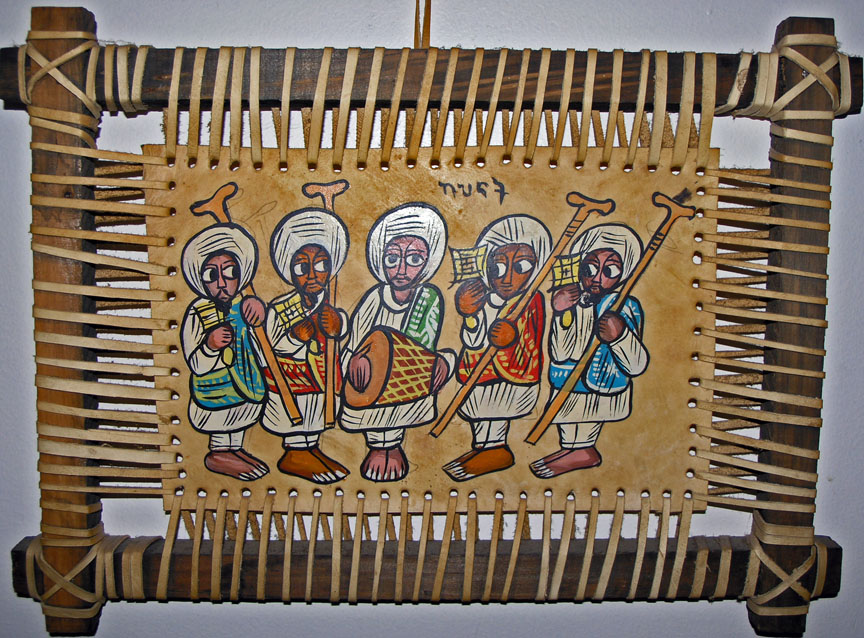
Картина виконання дебет.

Дебтера — мандрівний мирянин, священик, якого Ефіопська церква навчає як писаря, кантора та часто народного цілителя, який також може виконувати ролі, порівнянні з дияконом чи екзорцистом. Фольклор і легенди приписують роль фокусника і дебтерам.

## Патріарх-католикос, архієпископи та єпископи

### Патріарх-католикос
З 1959 року, коли церкві була надана автокефалія Кирилом VI, Папою коптської православної церкви Олександрії, Ефіопський патріарх-католикос Еритреї, який також носить титул Абуна, є главою Ефіопської православної церкви Тевахедо. Абуна, який офіційно відомий як Патріарх і Католікос Ефіопії, архієпископ Аксумський та Ічеге Престолу Святого Таклагайманота. Діючим главою ефіопської православної церкви Тевахедо є Матіас, який приєднався до цієї посади 28 лютого 2013 року.
Архієпископи та єпископи
Ефіопія:
- Матіас і Меркоріос, співпатріархи та глава всіх архієпископів Ефіопської православної церкви Тевахедо

Канада:
- Димитрій, архієпископ Східної Канади
- Матіас, архієпископ Західної Канади

Середній Схід:
- Діметрос, архієпископ Об'єднаних Арабських Еміратів та прилеглих районів
- Кєвестос, архієпископ Єрусалима[46]

Південна Америка:
- Тадей, архієпископ Карибського та Латинської Америки

Сполучені Штати:
- Фануель, архієпископ Вашингтона, округ Колумбія
- Маркос, архієпископ Нью-Йорка та прилеглих районів.
- Філіпос, архієпископ Пенсільванії та глава Церкви Очей у Балтиморі
- Яекоб, архієпископ Грузії та прилеглих районів (Південно-Східні Штати)
- Евесатевос, архієпископ Міннесоти та прилеглих районів.
- Натнаель, архієпископ Колорадо та прилеглих районів
- Селама, архієпископ Огайо
- Савірос, архієпископ Техасу
- Михайло, архієпископ Північної Каліфорнії
- Барнабас, архієпископ Південної Каліфорнії

Західна Європа:
- Йосип, архієпископ Європи, в Римі.

## Єпархії
Нинішні єпархії церкви включають:
- Аксум
- Амбо
- Арсі
- Ассоса
- Афар
- Бейл Ґоб
- Воллеґа
- Північне Волло
- Південна Волло (Дессі)
- Ґамбела
- Західний Ґоджам (Бах-Дар)
- Східний Ґоджам (Дебре Маркос)
- Північний Ґондар
- Південний Ґондар (Дебре Табор)
- Єрусалим
- Ілубабор
- Джиджига
- Джимма
- Кенбата
- Метара
- Мізан Тефері (Каффа)
- Негеле-Борена
- Оґаден (Сомалійський регіон)
- Омо
- Селаля
- Східний Тіґрей
- Західний Тіґрей
- Центральний Тіґрей (Мекеле)
- Південний Тіґрей
- Гартум і Нубія
- Шоа (Назарет)
- Північний Шоа (Дебре Берхан)
- Вашингтон, округ Колумбія та прилеглі райони
- Східна Канада
- Західна Канада
- Тринідад і Латинська Америка